# ليني ماكناب
ليني ماكناب (بالإنجليزية: Lenny McNab)‏ هو طاهي أمريكي، ولد في عقد 1970 في Bristol, New Hampshire ‏ في الولايات المتحدة.

## وصلات خارجية
- ليني ماكناب على موقع IMDb (الإنجليزية)